# スパイシー坊や
スパイシー坊や（スパイシーぼうや、1993年10月29日 - ）は、日本のお笑いタレント、俳優である。旧芸名・クレイジー坊や。
吉本興業東京本社（東京吉本）所属。東京NSC17期生。
3年B組金八先生の第8シリーズに生徒役として出演していた。忽那汐里や高畑充希と同期生である。

## 略歴・人物
- NSCに入る前、中学1年生のときからNSCジュニアコースに通い、子役として活動を始めた。
- 「金八先生」に出演していた際、第4話までは武田鉄矢に気に入られてた為、台本にないアドリブもあった。また、出演者とは共にカラオケに行くなどの交流があった。同期生たちとは交流が続いており、スパイシー坊やのYouTubeチャンネルに出演することがある。
- NSCジュニアコース時代から漫才コンビを組んでいた。ハイスクールマンザイに出場しようとしたが、NSCジュニア在籍者はエントリーできなかったため、高校在学中にNSCに入った。
- 大の「金八先生」シリーズファンであるゆにばーす・川瀬名人に、出演していた事を知られた時にサインを求められた。川瀬とシェアハウスをしていた時期もあり、一緒に「金八先生」のDVDを観たり、自身のYouTubeにも出演してもらったりしていた。2020年、お笑いに対してやる気のないスパイシー坊やに川瀬が怒り、シェアハウスから追い出され実家に戻った。現在は一般人とバンドマンとの3人暮らしをしている。

## 芸風
- 右腕に磁石、ドリル、カジキなどを模したものを装着し、科学戦隊ダイナマンのOP曲の替え歌で「♪片腕片腕○○ボーイ(○○には装着しているものの名前が入る)」から始まる歌を特撮ヒーロー風の踊りを付けて歌う。
- 一人ショートコントを行い、締めに「ナイススパイシー！」「スパイシー！スパイシー！とびきりスパイシー」と叫ぶ。
- 全身白タイツ姿でナメクジに模して一人コントを行う。
- 胡蝶しのぶなどといった、鬼滅の刃のキャラクターに扮したコントを行う。

## 出演
- 3年B組金八先生第8シリーズ（TBS、2007年10月11日 - 2008年3月20日） - 渡部剛史(ニコラス) 役
- 千鳥のクセがスゴいネタGP（フジテレビ、2022年8月18日）